# Tarare (opera)
Tarare è un'opera in un prologo e cinque atti di Antonio Salieri su libretto di Pierre-Augustin Caron de Beaumarchais. La prima rappresentazione ebbe luogo con "discreto successo" all'Opéra di Parigi l'8 giugno 1787.
Tarare è l'unico libretto d'opera scritto da Beaumarchais, che lo portò a termine in un arco di tempo di circa dieci anni creando un'allegoria sull'uguaglianza tra gli uomini, che inscena il trionfo di un umile soldato contro un tiranno geloso dei suoi successi. Musicalmente, Tarare si inserisce nello stile della tragedie lyrique settecentesca, con largo uso di cori e balletti, ma è caratterizzata dall'eliminazione dei pezzi chiusi, espediente col quale Salieri cercò di aderire alla visione di Beaumarchais, che riteneva il testo prevalente rispetto alla musica.
Pochi mesi dopo la première parigina, su richiesta dell'imperatore austriaco Giuseppe II, Salieri, con l'aiuto del librettista Lorenzo Da Ponte, trasformò Tarare in una nuova opera con libretto italiano, Axur, Re d'Ormus, che andò in scena al Burgtheater di Vienna l'8 gennaio 1788.
In epoca moderna, Tarare venne ripresa al Festival di Schwetzingen nel 1988 (spettacolo da cui nacque una edizione discografica) e a Strasburgo nel 1991.

## Interpreti della prima rappresentazione
| Personaggio                                                                                  | Tipologia vocale              | Interprete della prima Direttore: Jean-Baptiste Rey   |
| -------------------------------------------------------------------------------------------- | ----------------------------- | ----------------------------------------------------- |
| La Natura                                                                                    | soprano                       | Suzanne Joinville                                     |
| Il genio del fuoco che presiede al Sole, innamorato della Natura                             | basse-taille (basso-cantante) | Louis-Claude-Armand Chardin (nome d'arte, "Chardini") |
| Atar, Re d'Ormus, uomo barbaro e sfrenato                                                    | basse-taille (basso-cantante) | Auguste-Athanase (Augustin) Chéron                    |
| Tarare, soldato al suo servizio, onorato per le sue grandi virtù                             | haute-contre                  | Étienne Lainez                                        |
| Astasie, moglie di Tarare, tenera e pia                                                      | soprano                       | Marie Thérèse Maillard                                |
| Arthénée, Gran Sacerdote di Brahma, miscredente divorato da orgoglio e ambizione             | basse-taille (basso-cantante) | Martin-Joseph Adrien                                  |
| Altamort, generale dell'esercito, figlio del Gran Sacerdote, giovanotto imprudente e focoso  | basse-taille (basso-cantante) | M Châteaufort                                         |
| Urson, capitanto della guardia di Atar, valent'uomo di grande onore                          | basse-taille (basso-cantante) | M Moreau                                              |
| Calpigi, capo degli Eunuchi, schiavo europeo, già cantante uscito dalle cappelle italiche    | haute-contre                  | Jean-Joseph Rousseau                                  |
| Spinette, schiava europea e moglie di Calpigi, già cantante napoletana, intrigante e civetta | soprano                       | Adelaïde Gavaudan, "cadette" (la minore)              |
| Elamir, ragazzo degli Auguri, ingenuo e molto devoto                                         | voce bianca                   | Joseph-François-Narcisse Carbonel                     |
| Sacerdote di Brahma                                                                          | basse-taille (basso-cantante) | Pierre-Charles Le Roux "cadet" (il minore)            |
| Schiavo.                                                                                     | basse-taille (basso-cantante) | Pierre-Charles Le Roux "cadet" (il minore)            |
| Eunuco                                                                                       | basse-taille (basso-cantante) | Pierre-Charles Le Roux "cadet" (il minore)            |
| Pastorella/Ombra (prologo)                                                                   | soprano                       | Anne-Marie-Jeanne Gavaudan "l'aînée" (la maggiore)    |
| Contadino                                                                                    | basse-taille (basso-cantante) | M Dessaules                                           |

## Trama
La vicenda si svolge nel palazzo di Atar, nel tempio di Brama e sulla piazza della città di Ormus, in Asia, nei pressi del Golfo Persico.
Nel prologo la Natura, con l'aiuto del Genio del fuoco, dopo avere calmato il caos che domina tra gli elementi, crea i personaggi dell'opera, che si svolge quarant'anni dopo.
Tarare, soldato di umili origini, viene nominato generale per avere salvato la vita del re. Atar però diviene geloso di Tarare, che trova la massima soddisfazione nel compiere il proprio dovere ed è apprezzato dai soldati, e ne fa rapire la moglie Astasie, nascondendola nel proprio harem. Tarare, con l'aiuto di Calpigi, eunuco di guardia all'harem, riesce a ritrovare l'adorata sposa. Tarare e Astasie vengono catturati dalle guardie di Atar, che è sul punto di farli giustiziare, ma sono salvati da una rivolta degli schiavi e dei soldati, che si dicono pronti a difendere l'amato generale. Atar si toglie la vita pugnalandosi e Tarare viene incoronato re dal Gran Sacerdote Arthénée.

## Discografia
- 1988 - Gabriele Rossmanith (La Natura), Klaus Kirchner (Genio del fuoco), Jean-Philippe Lafont (Atar), Howard Crook (Tarare), Zehava Gal (Astasie), Nicolas Rivenq (Artenée), Hannu Niemelä (Altamort), Jean François Gardeil (Urson), Eberhard Lorenz (Calpigi), Anna Caleb (Spinette) - Direttore: Jean-Claude Malgoire - Orchestra e Coro: Deutsche Händel Solisten - Registrazione dal vivo al Festival di Schwetzingen - DVD: ArtHaus Musik 100.557 (2005)[10][11]